# Velus Jones Jr.
Velus Tyler Phillip Jones Jr. (Mobile, 11 maggio 1997) è un giocatore di football americano statunitense che milita nel ruolo di wide receiver per i Chicago Bears della National Football League (NFL).

## Carriera

### Chicago Bears
Jones al college giocò a football a USC (2016-2019) e a Tennessee (2020-2021). Fu scelto nel corso del terzo giro (71º assoluto) assoluto nel Draft NFL 2022 dai Chicago Bears. Debuttò come professionista nella gara del quarto turno contro i New York Giants giocando negli special team. La settimana successiva segnò il suo primo touchdown su ricezione contro i Minnesota Vikings. La sua stagione da rookie si chiuse con 7 ricezioni per 107 yard in 12 presenze, di cui 2 come titolare.